# 卡爾鎮區 (印地安納州傑克遜縣)
卡爾鎮區（英語：Carr Township）是位於美國印地安納州傑克遜縣的一個行政鎮區。

## 地方資料
根據2010年美國人口普查的數據，卡爾鎮區的面積為108.70平方千米，當中陸地面積為107.00平方千米，而水域面積為1.70平方千米。當地共有人口1510人，而人口密度為每平方千米13.89人。